# Buco-Zau
Buco-Zau é uma cidade e município da província de Cabinda, em Angola.
Tem 2 115 km² e cerca de 40 mil habitantes. É limitado a norte pelo Congo-Brazavile, a leste pelo município de Belize e a sul e a oeste pelo município de Necuto.
O município é constituído apenas pela comuna-sede. Anteriormente seu território continha as comunas de Necuto e Inhuca.

## Etimologia
Em ibinda, dialecto local, mbuku significa "centro", "sítio" ou "local" e nzau significa "elefante". Assim, Buco-Zau siginificaria "local dos elefantes" ou "terra dos elefantes". Embora a longa guerra por que Angola passou tenha diminuído os números da espécie endêmica elefantes-da-floresta, é possível ainda observá-los esporadicamente na área do município.

## Fauna e flora
Estando dentro das Cordilheiras do Maiombe, o território do município também é umas das regiões tropicais de África hospedeira da planta da família cola e concretamente na zona sul da cidade, em Alzira da Fonseca, se encontra a espécie cola caricifolia, que foi descoberta e catalogada por Karl Moritz Schumann.

## Educação
Na educação superior a comuna-sede sedia o Instituto Superior de Ciência da Educação, uma das unidades da Universidade 11 de Novembro.